# 西村樱蛤
西村樱蛤（学名：Moerella nishimurai），是帘蛤目樱蛤科明樱蛤属的一种。主要分布于台湾，常栖息在浅海沙底。